# (31103) 1997 OE2
1997 أو إي 2 (ويعرف أيضًا باسم (31103) 1997 أو إي 2 وفق تسمية الكوكب الصغير) (بالإنجليزية: 1997 OE2)‏ هو كويكب ضمن حزام الكويكبات؛ وترتيبه 31103 من حيث الاكتشاف.
اكتُشف هذا الجُرم الفلكي بواسطة أنخيل لوبيز خيمينيز في 29 يوليو 1997.

## وصلات خارجية
- (31103) 1997 OE2 في قاعدة بيانات مختبر الدفع النفاث لأجرام النظام الشمسي الصغيرة

- الاكتشاف · مخطط المدار ·  العناصر المدارية · المعلمات المادية

- (31103) 1997 OE2 على موقع ويكي سكاي: DSS2, SDSS, GALEX, IRAS, Hydrogen α, X-Ray, Astrophoto, Sky Map, Articles and images